# Jerevans botaniska trädgård

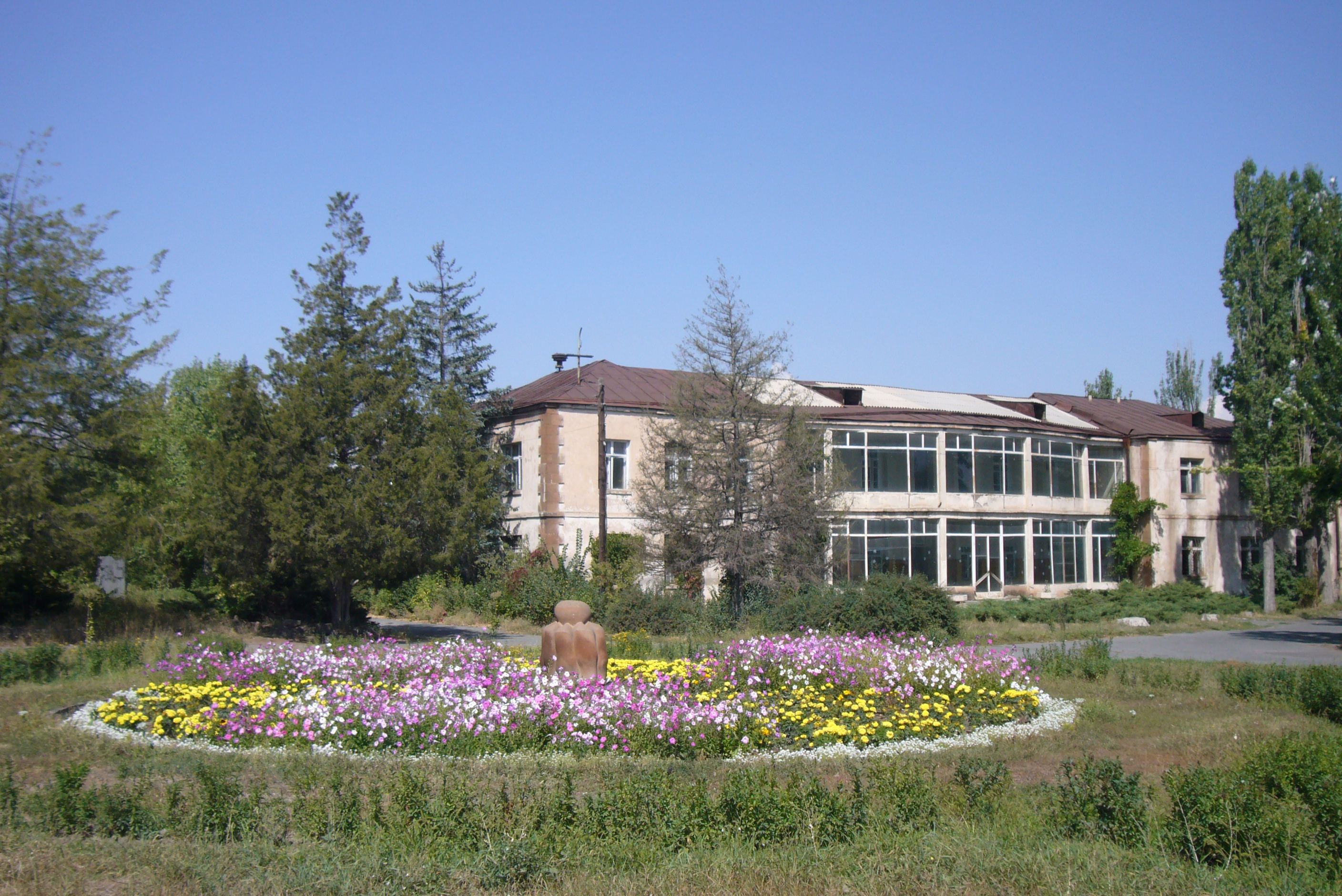
Jerevans botaniska trädgård

Jerevans botaniska trädgård (armeniska: Երևանի բուսաբանական այգի) är en av Armeniens vetenskapsakademi ägd botanisk trädgård i Jerevan i Armenien. 
Jerevans botaniska trädgård ligger i distriktet Avan i stadens nordöstra del på ett 80 hektar stort område, som ursprungligen var halvöken. Den grundades 1935, och Botaniska institutet inom Armeniens vetenskapsakademi, som ligger på samma fastighet, grundades 1938. Det första växthuset byggdes 1939 och det andra 1944. De är tillsammans på 610 kvadratmeter. Där finns bland annat en vinterträdgård på 106 kvadratmeter, en avdelning för suckulenta halvtropiska växter på 126 kvadratmeter samt tropikväxthus på 126 kvadratmeter. 
Efter Armeniens självständighet uppstod finansiella svårigheter att upprätthålla institutionen Botaniska institutet, som den botaniska trädgården ingår i. Växthusen har idag omkring 300 arter av tropiska och halvtropiska växter. Utomhus finns omkring 16 hektar park, 3,2 hektar arboretum, 35 hektar växtodlingar och en liljeodling på 7 hektar.
Jerevans botaniska institut har två filialer till den botaniska trädgården i Jerevan. Den ena ligger på omkring 1.350 meters höjd i Vanadzor (40°47′40″N 44°29′14″Ö / 40.79444°N 44.48722°Ö) Den andra är på fem hektar och ligger på 2.000 meters höjd i Sevan vid sjön Sevan (40°33′26.5″N 44°58′09.8″Ö / 40.557361°N 44.969389°Ö).

## Bildgalleri

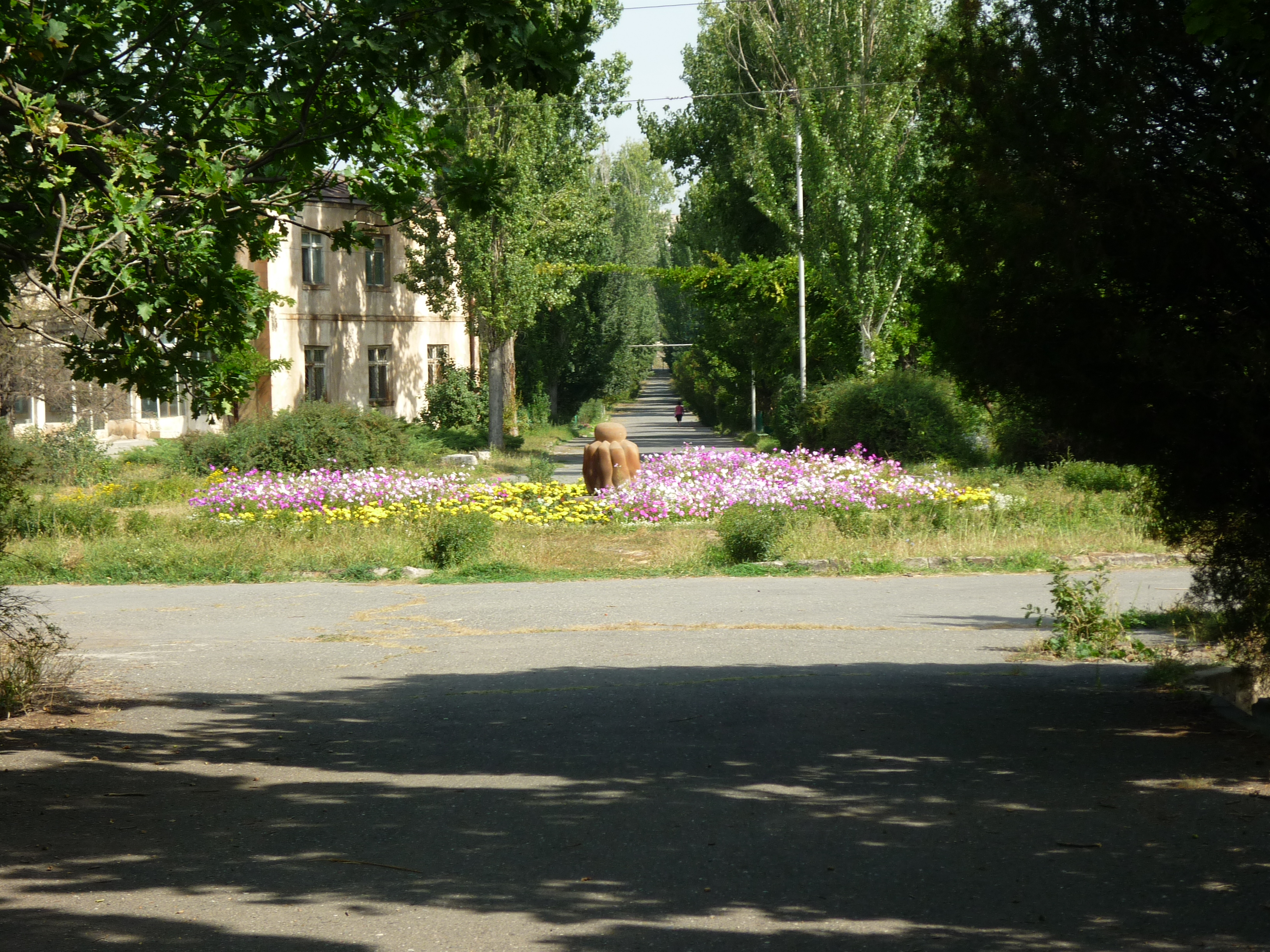
Trädgården
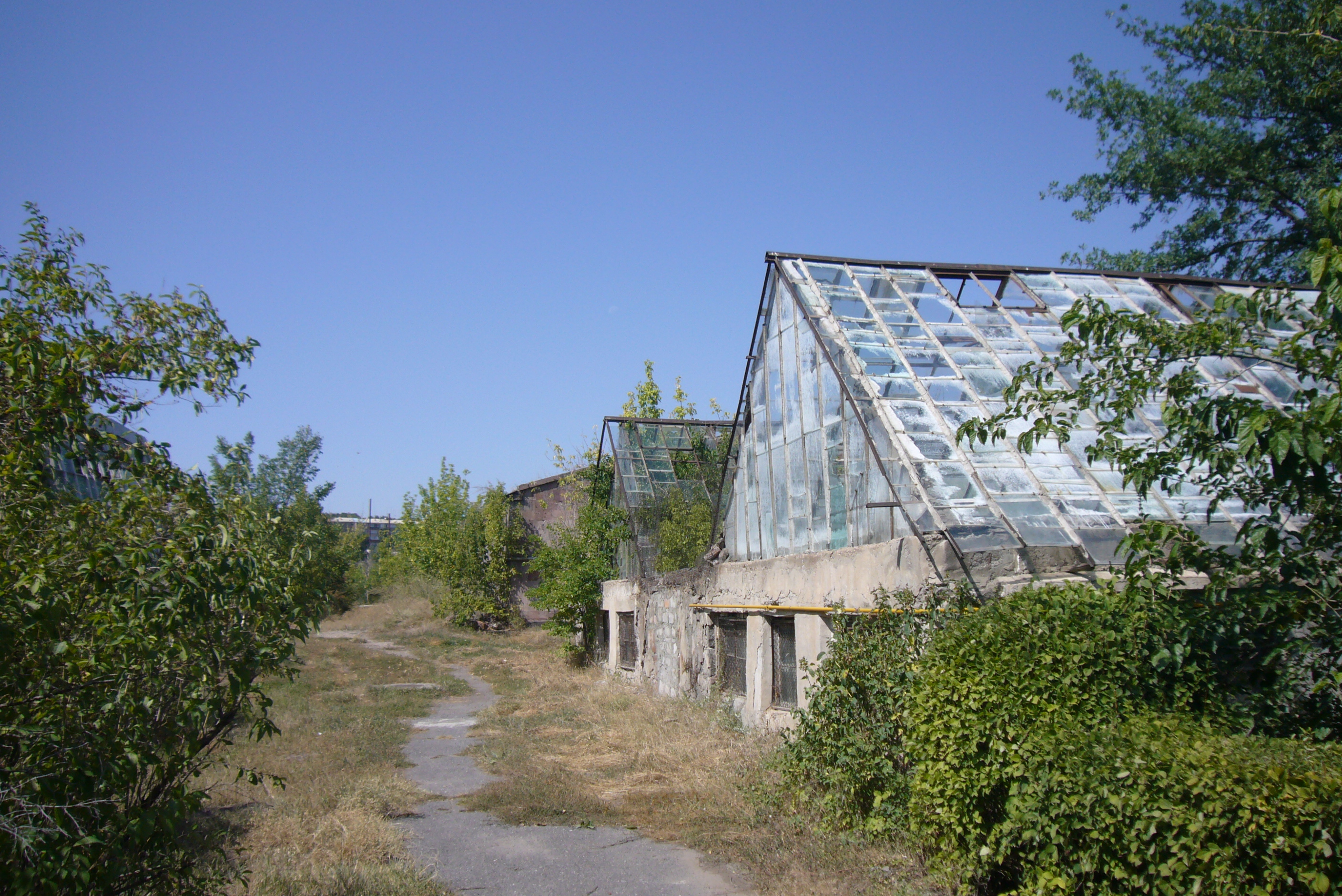
Växthus
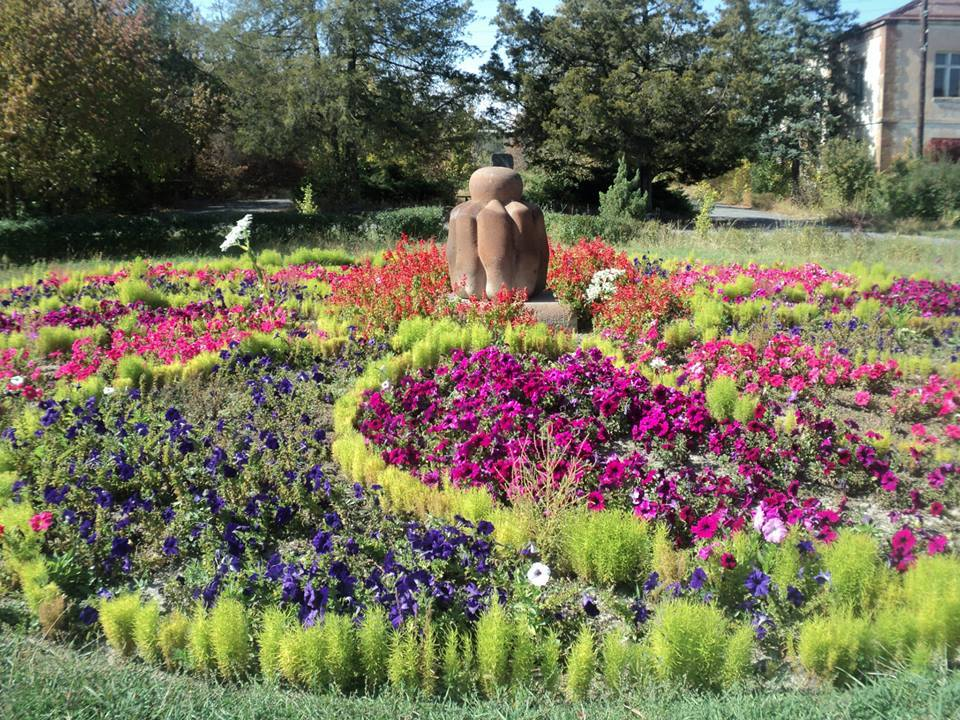
Blomsterbäddar
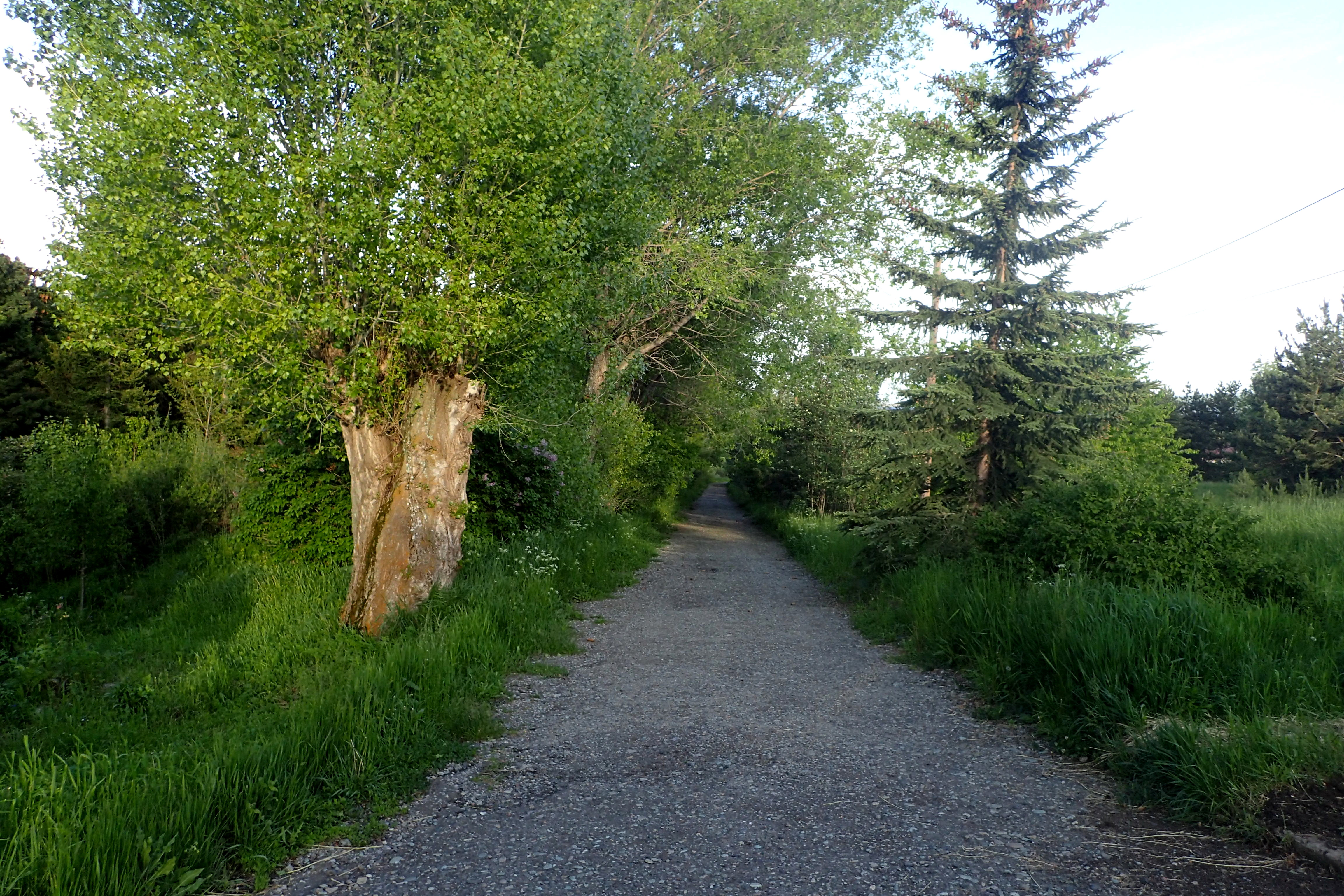
Sevans botaniska trädgård